# 카보우르 (피에몬테주)

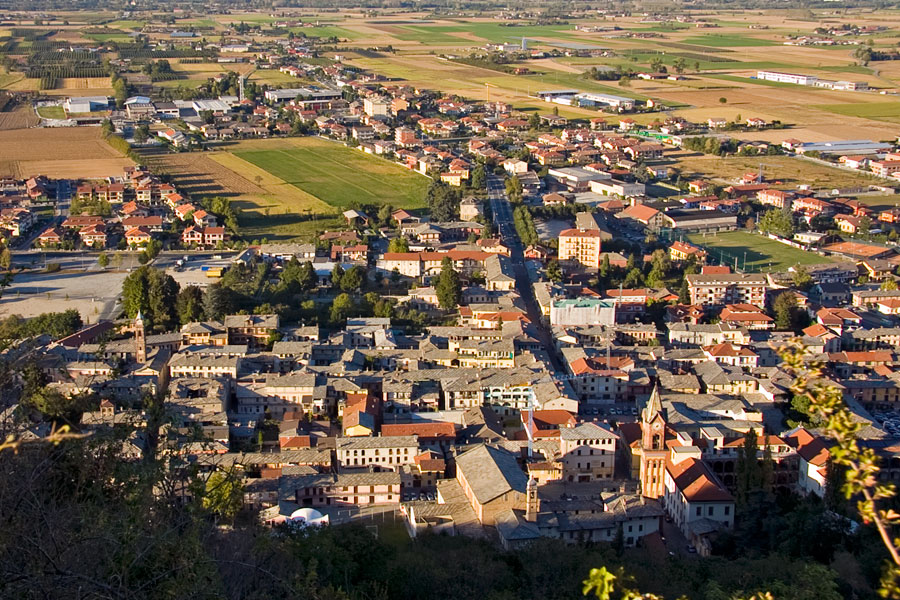
카보우르

카보우르(Cavour)는 피에몬테주의 도시로, 인구는 5,642명이다.